# Bindning (textil)
Bindning (vävbindning) är begreppet för hur varp och inslag i en väv förhåller sig till varandra och binder varandra på plats i tyget.
Alla vävar utgår från tre olika grundläggande bindningar tuskaft, kypert och satin, ur vilka olika vävtekniker utvecklats. Enklast är tuskaft där inslag och varp går över och under varandra varannan gång, därefter kommer kypert där inslaget "hoppar över" ett givet antal varptrådar, och slutligen den mer komplicerade satinen där bindepunkterna ("hoppandet") förskjuts i sidled på diagonalen.
Teorin kring hur varp och inslag binder varandra heter bindningslära, ett kunskapsstoff som många hobbyvävare har mycket svårt att tillägna sig men för andra är långt roligare än vävandets ganska monotona, eller kontemplativa, arbete.